# Marcus Hellner
Marcus Hellner, né le 25 novembre 1985 à Lerdala, est un fondeur suédois. Il est l'un des meilleurs fondeurs suédois de l'histoire. Il a remporté deux titres olympiques en 2010 et un troisième en 2014 ainsi que sept médailles aux Championnats du monde dont un titre en sprint en 2011 devant Petter Northug. En Coupe du monde, il compte 16 podiums dont deux victoires individuelles et une victoire collective. Par ailleurs, il a été second du Tour de ski en 2012 derrière Dario Cologna. Lors de l'édition 2013, il remporte la dernière étape et se classe 5e au général.

## Biographie
Originaire de Gällivare, il représente le club local et fait ses débuts en compétition officielle en 2003, puis aux Championnats du monde junior en 2004, sans obtenir de résultat significatif.
En 2006, il court sa première épreuve de Coupe du monde à Borlänge (32e du sprint). Dès l'hiver suivant, Hellner se distingue, devenant finaliste sur le sprint du Tour de ski (cinquième) et prenant la neuvième place du quinze kilomètres aux Championnats du monde à Sapporo.
Lors de la saison 2007-2008, il finit sur le podium en Coupe du monde pour la première fois à l'occasion du sprint par équipes de Düsseldorf avec Emil Jönsson. Un an plus tard, il devient victorieux pour la première fois devant son public à Gällivare sur le quinze kilomètres.
En 2010, lors de ses premiers jeux olympiques, 
à Vancouver, Hellner connaît la gloire, remportant directement le titre olympique sur la poursuite et plus tard un deuxième titre lors du relais.
Lors des Championnats du monde 2011, il remporte le titre mondial en sprint en style libre, sa première victoire en sprint de sa carrière, devant le grand favori Petter Northug à Oslo. Avant de franchir la ligne, il se permet de toiser ses adversaires et notamment Northug qui le fait en Coupe du monde. Une semaine après, lors du relais, Northug offre le titre à la Norvège devant la Suède d'Hellner, dans les derniers mètres, il stoppe sa course en attendant le Suédois et franchit la ligne répondant au chambrage d'Hellner en sprint.
En mai 2018, il annonce son retrait de la compétition.

## Palmarès

### Jeux olympiques d'hiver
Il compte trois participations aux Jeux olympiques d'hiver. Tout d'abord, lors de l'édition 2010 à Vancouver où il remporte deux titres, celui de la poursuite 30 km et en relais 4 × 10 km avec ses compatriotes Daniel Richardsson, Johan Olsson et Anders Södergren, il est le seul Suédois au cours de cette édition à remporter deux titres. Il échoue également au pied du podium sur le 15 km terminant à 1,5 s du médaillé de bronze le Tchèque Lukáš Bauer. Quatre ans plus tard à Sotchi, il remporte la médaille d'argent du skiathlon et permet ensuite aux suédois de conserver le titre en relais. 
| Épreuve / Édition   | Sprint                           | Sprint                           | 15 km                            | 15 km                            | Poursuite / Skiathlon 2 × 15 km    | 50 km | Relais | Relais                         |
| Épreuve / Édition   | libre                            | classique                        | libre                            | classique                        | Poursuite / Skiathlon 2 × 15 km    | 50 km | Sprint | 4 × 10 km                      |
| JO 2010 Vancouver   | Épreuve inexistante à cette date | Épreuve inexistante à cette date | 4e                               | Épreuve inexistante à cette date | Médaille d'or, Jeux olympiques     | 22e   | 15e    | Médaille d'or, Jeux olympiques |
| JO 2014 Sotchi      | 6e                               | Épreuve inexistante à cette date | Épreuve inexistante à cette date | 10e                              | Médaille d'argent, Jeux olympiques | —     | —      | Médaille d'or, Jeux olympiques |
| JO 2018 Pyeongchang | Épreuve inexistante à cette date | —                                | 8e                               | Épreuve inexistante à cette date | 12e                                | -     | 4e     | 5e                             |

Légende :
- : première place, médaille d'or
- : deuxième place, médaille d'argent
- : pas d'épreuve
- — : Non disputée par Hellner

### Championnats du monde
Marcus Hellner a remporte sept médailles en six participations aux Championnats du monde entre 2007 et 2017. Champion du monde du sprint devant Petter Northug à Oslo en 2011, il remporte l'argent du sprint par équipes avec Emil Jönsson en 2013  et cinq médailles avec sur le relais quatre fois dix kilomètres, le bronze en 2007 lors de ses premiers mondiaux, l'argent trois fois consécutivement en 2011, 2013 et 2015, et de nouveau le bronze en 2017.
| Épreuve / Édition           | Sprint                           | Sprint                           | 15 km                            | 15 km                            | Poursuite / Skiathlon 2 × 15 km | 50 km | Relais                   | Relais                    |
| Épreuve / Édition           | libre                            | classique                        | libre                            | classique                        | Poursuite / Skiathlon 2 × 15 km | 50 km | Sprint                   | 4 × 10 km                 |
| Mondiaux 2007 Sapporo       | Épreuve inexistante à cette date | —                                | 8e                               | Épreuve inexistante à cette date | —                               | —     | —                        | Médaille de bronze, monde |
| Mondiaux 2009 Liberec       | 5e                               | Épreuve inexistante à cette date | Épreuve inexistante à cette date | —                                | 19e                             | 27e   | —                        | 6e                        |
| Mondiaux 2011 Oslo          | Médaille d'or, monde             | Épreuve inexistante à cette date | Épreuve inexistante à cette date | 34e                              | 6e                              | 15e   | —                        | Médaille d'argent, monde  |
| Mondiaux 2013 Val di Fiemme | Épreuve inexistante à cette date | —                                | 17e                              | Épreuve inexistante à cette date | 8e                              | 29e   | Médaille d'argent, monde | Médaille d'argent, monde  |
| Mondiaux 2015 Falun         | Épreuve inexistante à cette date | —                                | 4e                               | Épreuve inexistante à cette date | 10e                             | —     | —                        | Médaille d'argent, monde  |
| Mondiaux 2017 Lahti         | —                                | Épreuve inexistante à cette date | Épreuve inexistante à cette date | —                                | 7e                              | 12e   | —                        | Médaille de bronze, monde |

Légende :
- : première place, médaille d'or
- : deuxième place, médaille d'argent
- : troisième place, médaille de bronze
- : pas d'épreuve
- — : Non disputée par Hellner

### Coupe du monde

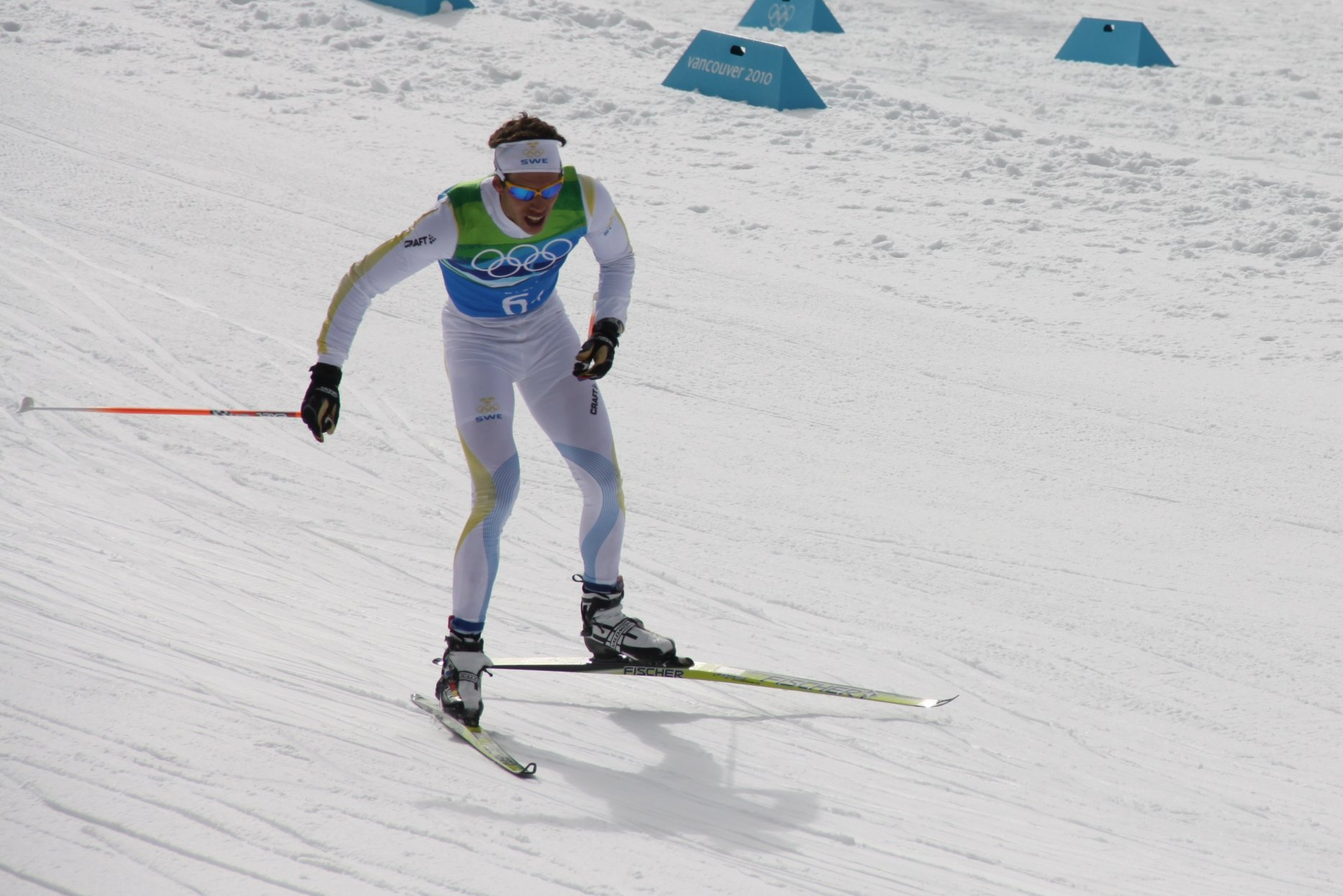
Marcus Hellner aux Jeux olympiques d'hiver de 2010.

- Meilleur classement général : 3e en 2010.
- 20 podiums : 
  - 8 podiums en épreuve individuelle, dont 2 victoires, 2 deuxièmes places et 6 troisièmes places.
  - 10 podiums en épreuve par équipes, dont 1 victoire, 5 deuxièmes places et 4 troisièmes places.

#### Courses par étapes
- 2e du Tour de ski en 2012.
- 3e des Finales en 2010.
- 16 podiums d'étape sur des tours : 3 victoires, 8 deuxièmes places et 5 troisièmes places.

#### Détail des victoires
Marcus Hellner compte deux victoires individuelles en Coupe du monde, toutes deux obtenues sur le même format, le 15 kmstyle libre à Gällivare en 2009 et 2011
| Épreuve / Édition | Sprint | Sprint    | 15 km     | 15 km     | 30 km libre | 30 km libre | 50 km libre | Tour de ski ou Finales ou Nordic Opening |
| Épreuve / Édition | libre  | classique | libre     | classique | libre       | classique   | 50 km libre | Tour de ski ou Finales ou Nordic Opening |
| 2008-09           |        |           | Gällivare |           |             |             |             |                                          |
| 2010-11           |        |           | Gällivare |           |             |             |             |                                          |

Hellner remporte aussi le prologue du Tour de ski 2010-2011 (style libre), la 7e étape du Tour de ski 2012-2013 (montée finale) et le quinze kilomètres lie en poursuite aux Finales de Québec en 2017.

#### Classements en Coupe du monde
Marcus Hellner a réalisé sa meilleure saison en 2010 avec une troisième place au classement général et de la distance. En course par étapes, sa meilleure performance est une seconde place au Tour de ski en 2012 derrière Dario Cologna.
| Saison / Épreuve | Saison / Épreuve | Général | Général | Distance | Distance | Sprint | Sprint | Tour de ski depuis 2007 | Finales (Ski Tour Canada en 2016) depuis 2008 | Nordic Opening depuis 2011       |
| ---------------- | ---------------- | ------- | ------- | -------- | -------- | ------ | ------ | ----------------------- | --------------------------------------------- | -------------------------------- |
| Saison / Épreuve | Saison / Épreuve | Class.  | Points  | Class.   | Points   | Class. | Points | Tour de ski depuis 2007 | Finales (Ski Tour Canada en 2016) depuis 2008 | Nordic Opening depuis 2011       |
| 2007             | 2007             | 114e    | 18      | 81e      | 12       | 73e    | 6      | 50e                     | Épreuve inexistante à cette date              | Épreuve inexistante à cette date |
| 2008             | 2008             | 53e     | 123     | 45e      | 62       | 41e    | 61     | 36e                     | —                                             | Épreuve inexistante à cette date |
| 2009             | 2009             | 21e     | 354     | 17e      | 217      | 35e    | 73     | —                       | 8e                                            | Épreuve inexistante à cette date |
| 2010             | 2010             | 3e      | 985     | 3e       | 483      | 15e    | 182    | 4e                      | 3e                                            | Épreuve inexistante à cette date |
| 2011             | 2011             | 7e      | 695     | 7e       | 365      | 15e    | 158    | 14e                     | —                                             | 4e                               |
| 2012             | 2012             | 4e      | 1058    | 8e       | 536      | 34e    | 64e    | 2e                      | 9e                                            | 6e                               |
| 2013             | 2013             | 9e      | 630     | 11e      | 358      | 53e    | 32     | 5e                      | 23e                                           | 12e                              |
| 2014             | 2014             | 17e     | 350     | 14e      | 187      | 82e    | 11     | —                       | 6e                                            | 7e                               |
| 2015             | 2015             | 19e     | 352     | 14e      | 256      |        |        | 12e                     | Épreuve inexistante à cette date              | —                                |
| 2016             | 2016             | 30e     | 251     | 27e      | 129      | 64e    | 18     | —                       | 10e                                           | —                                |
| 2017             | 2017             | 6e      | 815     | 8e       | 453      | 12e    | 42     | 6e                      | 6e                                            | 6e                               |
| 2018             | 2018             | 26e     | 283     | 22e      | 182      | 40e    | 37     | Abandon                 | 13e                                           | 19e                              |

Légende :
- — : non disputé par le fondeur
- : pas d'épreuve

### Championnats du monde junior
En deux participations aux Championnats du monde juniors, Marcus Hellner n'a remporté aucune médaille, son meilleur résultat étant une 5e place obtenue en relais en 2005.
| Épreuve / Édition       | Sprint                           | Sprint                           | 10 km | 10 km                            | Poursuite 2 × 10 km              | 30 km                            | Relais                           |
| Épreuve / Édition       | libre                            | classique                        | libre | classique                        | Poursuite 2 × 10 km              | 30 km                            | Relais                           |
| Mondiaux 2004 Stryn     | 21e                              | Épreuve inexistante à cette date | 26e   | Épreuve inexistante à cette date | Épreuve inexistante à cette date | 29e                              | Épreuve inexistante à cette date |
| Mondiaux 2005 Rovaniemi | Épreuve inexistante à cette date | Épreuve inexistante à cette date | 28e   | Épreuve inexistante à cette date | 15e                              | Épreuve inexistante à cette date | 5e                               |

### Championnats de Suède
- Champion sur la poursuite (skiathlon) en 2010, 2011, 2012, 2013, 2014, 2015, 2016 et 2017.
- Champion sur le quinze kilomètres libre en 2010, 2012 et 2018.
- Champion sur le quinze kilomètres classique en 2011 et 2014.
- Champion sur le trente kilomètres libre en 2018.
- Champion sur le cinquante kilomètres classique en 2016.

## Distinction
Il reçoit la Médaille d'or du Svenska Dagbladet en 2010.